# Berberis verruculosa
Berberis verruculosa là một loài thực vật có hoa trong họ Hoàng mộc. Loài này được Hemsl. & E.H.Wilson mô tả khoa học đầu tiên năm 1906.

## Hình ảnh

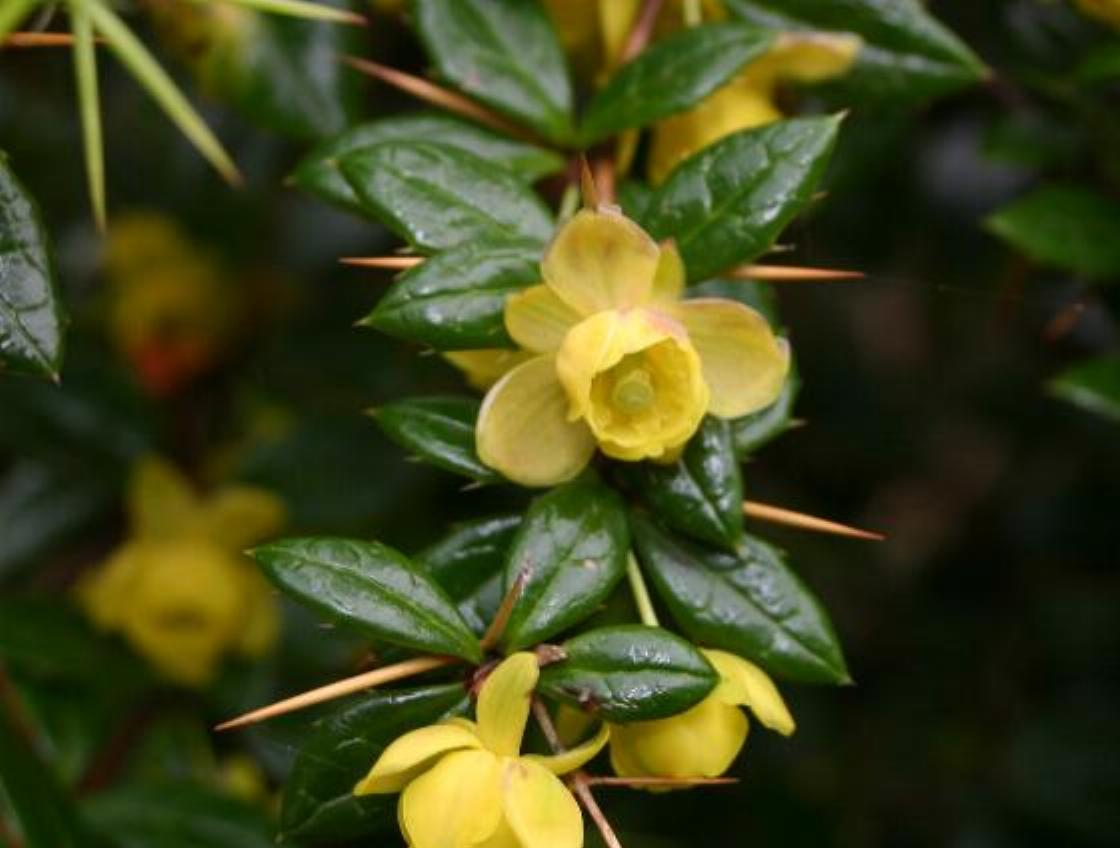
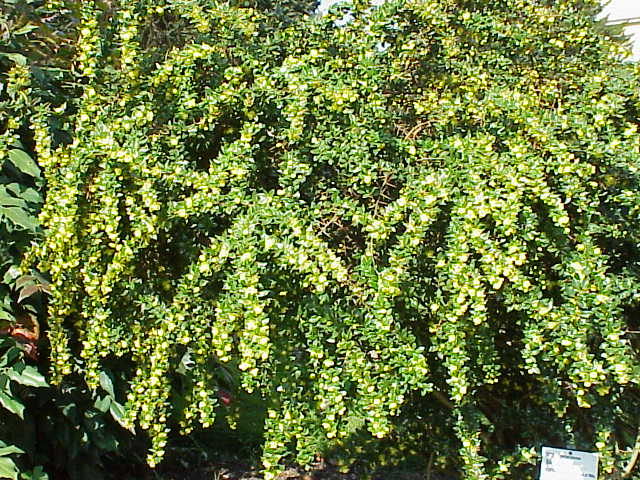
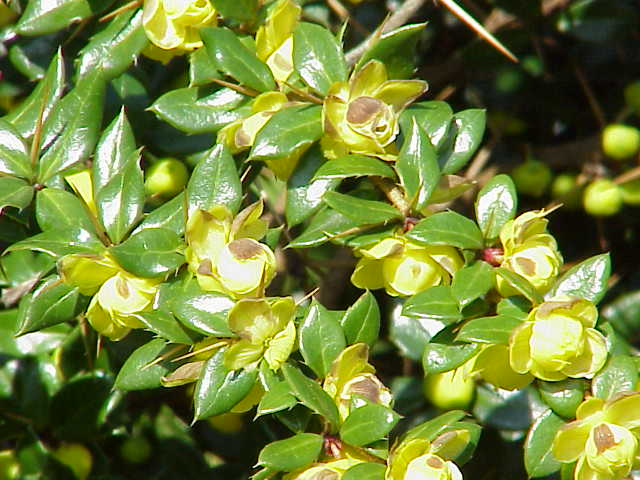